# Halectinosoma armiferum
Halectinosoma armiferum is een eenoogkreeftjessoort uit de familie van de Ectinosomatidae. De wetenschappelijke naam van de soort is voor het eerst geldig gepubliceerd in 1894 door Scott T. & A..